# Ronco Briantino
Ronco Briantino (lombardul: Ronch) település Olaszországban, Lombardia régióban, Monza e Brianza megyében. Lakosainak száma 3591 fő (2023. január 1.). Ronco Briantino Bernareggio, Merate, Osnago, Robbiate, Verderio és Carnate községekkel határos.

## Népesség
A település lakossága az elmúlt években az alábbi módon változott:
| Lakosok száma | 3399 | 3476 | 3502 | 3591 |
|               | 2013 | 2017 | 2018 | 2023 |